# 송도 더샵 센트럴파크 2차
송도 더샵 센트럴파크 2차(영어: Songdo The Sharp Central Park 2)는 대한민국 인천광역시 연수구 송도신도시에 위치한 고급 주상복합 아파트이다. 2008년에 착공하여 2011년에 완공하였다.

## 역사
개발 전 송도국제도시에 아파트를 분양하였고 1차는 2008년 12월 26일에 분양이 시작되었다. 2008년에 2차가 1차보다 늦게 착공하여 1차는 2010년 11월에 완공하였고 2011년 8월 25일에 1차보다 늦게 완공하였다.

## 구성
더샵 센트럴파크 2차(영어: The Sharp Central Park Two)는 632세대이며 전체 3개 동 중 201, 202, 203동의 마천루를 일컫는다. 2008년에 착공하여 2011년 8월 25일에 완공하였다.
| 동 명칭 | 층수 | 높이 |
| ------- | ---- | ---- |
| 201동   | 42층 | 152m |
| 202동   | 42층 | 152m |
| 203동   | 49층 | 169m |

## 특징
이 건물은 송도국제도시에서 의외로 상징적인 건물인데 그 이유는 가장 큰 공원인 센트럴 공원 옆에 있기도 하고 송도에 있는 건물 대부분이 그렇듯 굉장히 특이한 모양새를 띄고 있다. 더샵 센트럴 파크 1단지는 해양도시 인천답게 물결처럼 해 놓았다. 그러나 2단지와의 차이점이 있는데 1단지는 가로로 일정한 층수로 물결이 다른 모습을 띠지만 2단지는 건물 전체가 물결처럼 흔들리는 모습이다.

## 시설
2차 시설에는 지하 2층 ~ 지하 1층에는 지하주차장(주차대수 1150대), 1층에는 로비, 201동과 202동의 시설에는 4층 ~ 41층에는 아파트가 있고 42층에는 스카이라운지가 있다. 203동의 시설에는 4층 ~ 48층까지에는 아파트가 있으며 49층에는 스카이라운지가 있다. 그 외에도 운영규정, 가족극장, 게스트하우스, 갤러리가든, 노인정, 독서실, 스카이라운지, 연회장, 휘트니스센터가 있다.
| 층수                | 용도                                      |
| ------------------- | ----------------------------------------- |
| 49층                | 스카이라운지(203동)                       |
| 43층 ~ 48층         | 아파트(203동)                             |
| 42층                | 아파트(203동), 스카이라운지(201동, 202동) |
| 4층 ~ 41층          | 아파트                                    |
| 2층 ~ 3층           | 상업시설                                  |
| 1층                 | 로비, 휴식공간                            |
| 지하 2층 ~ 지하 1층 | 지하주차장                                |

## 갤러리

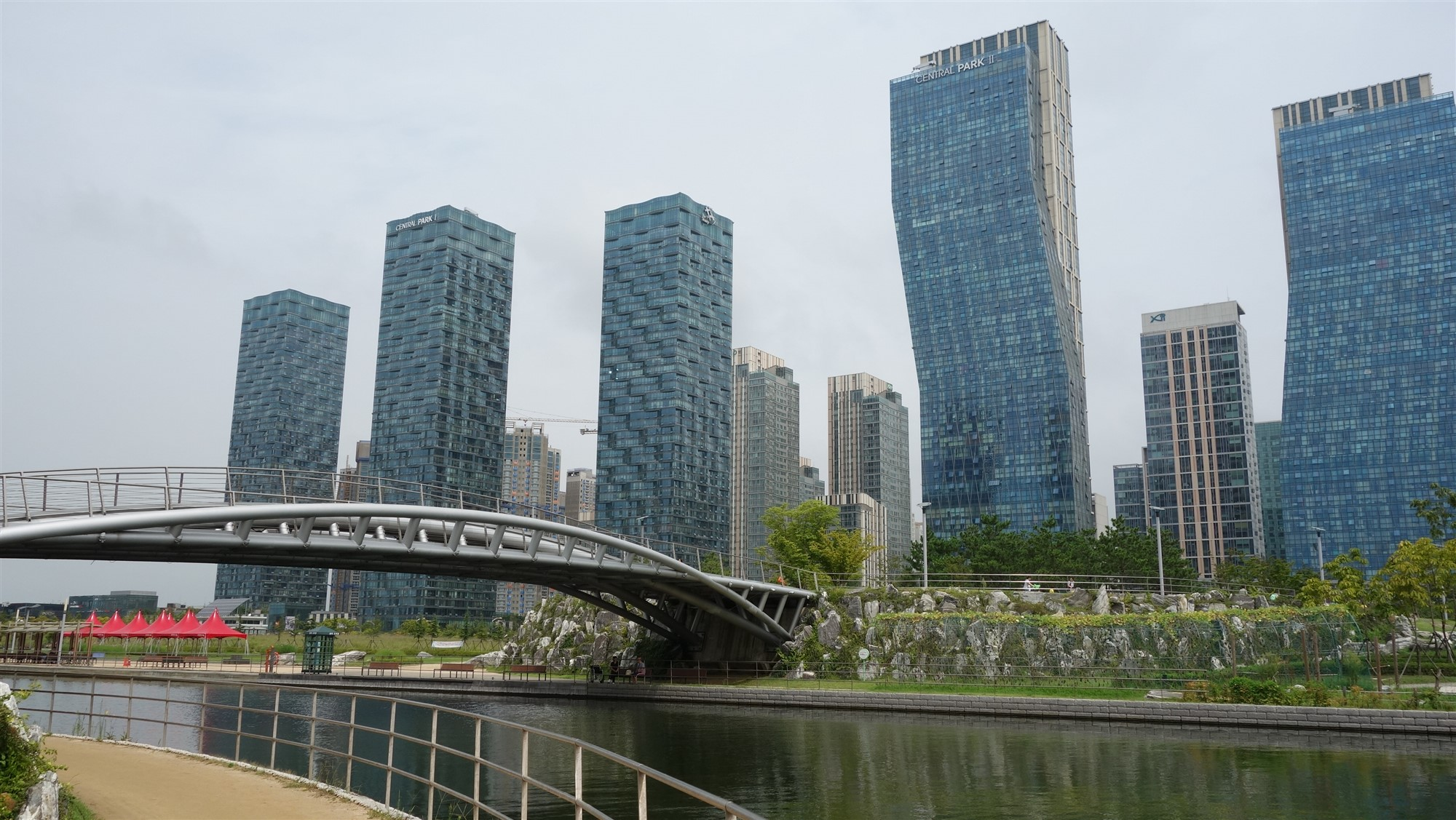
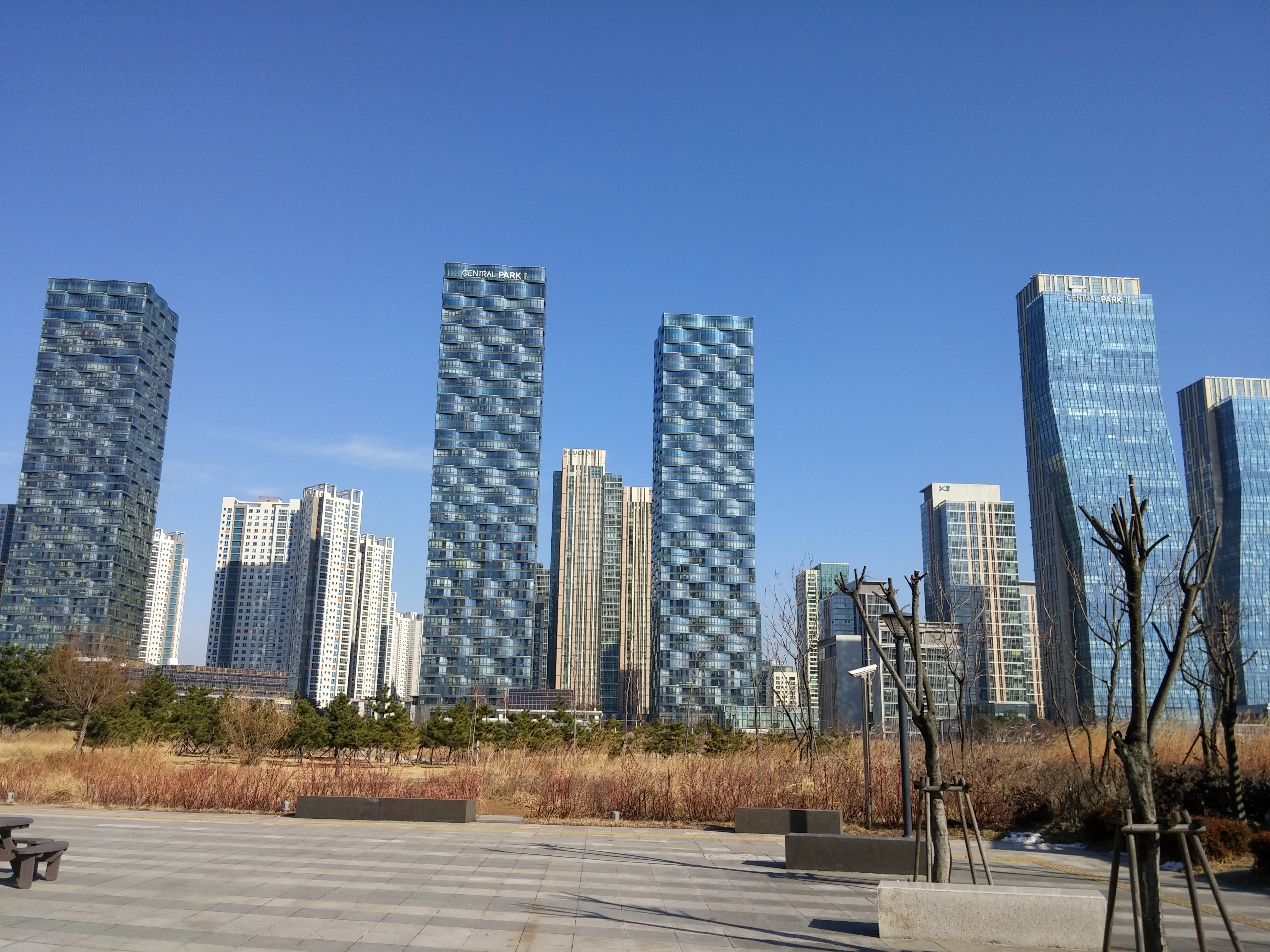
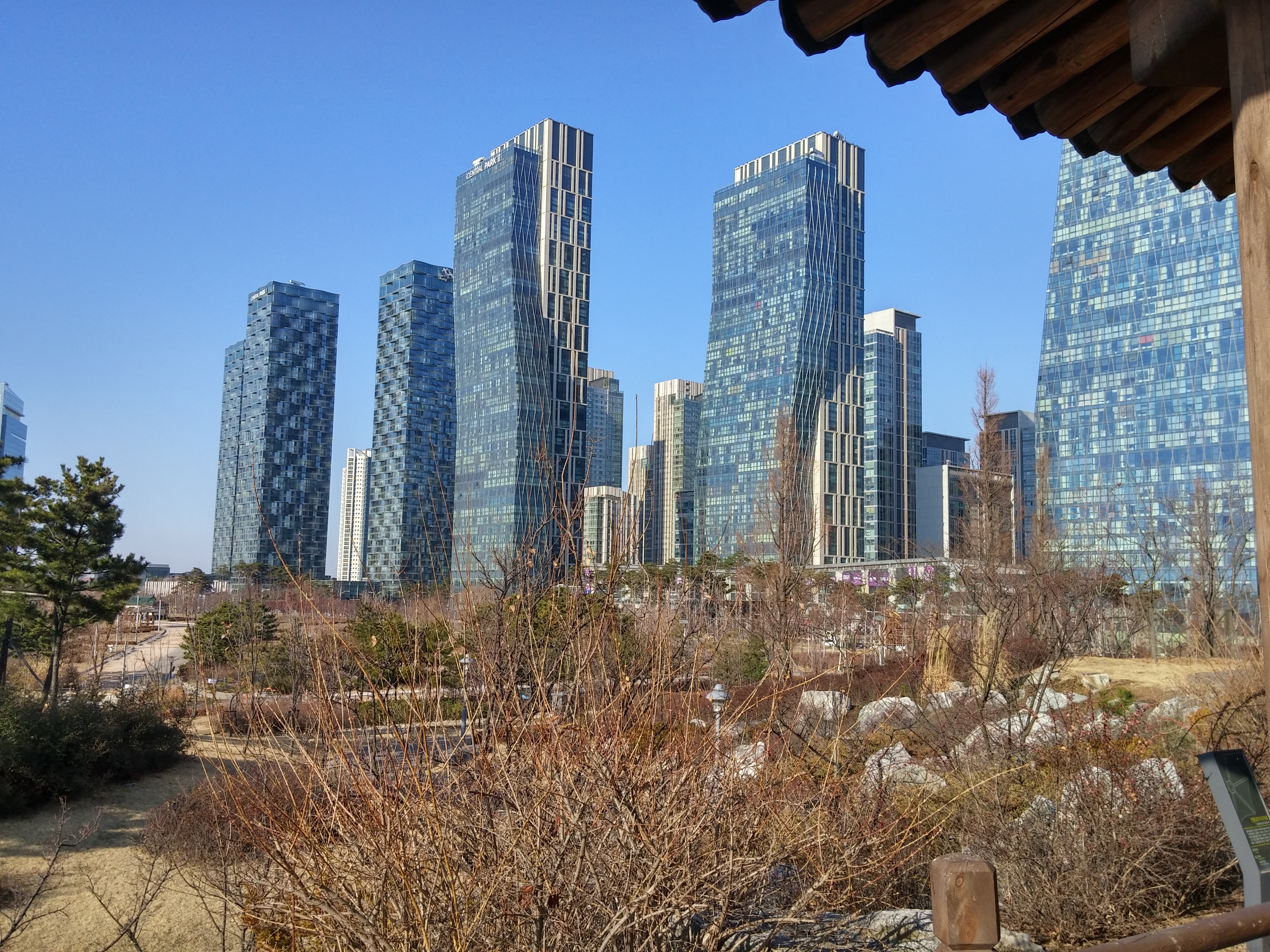
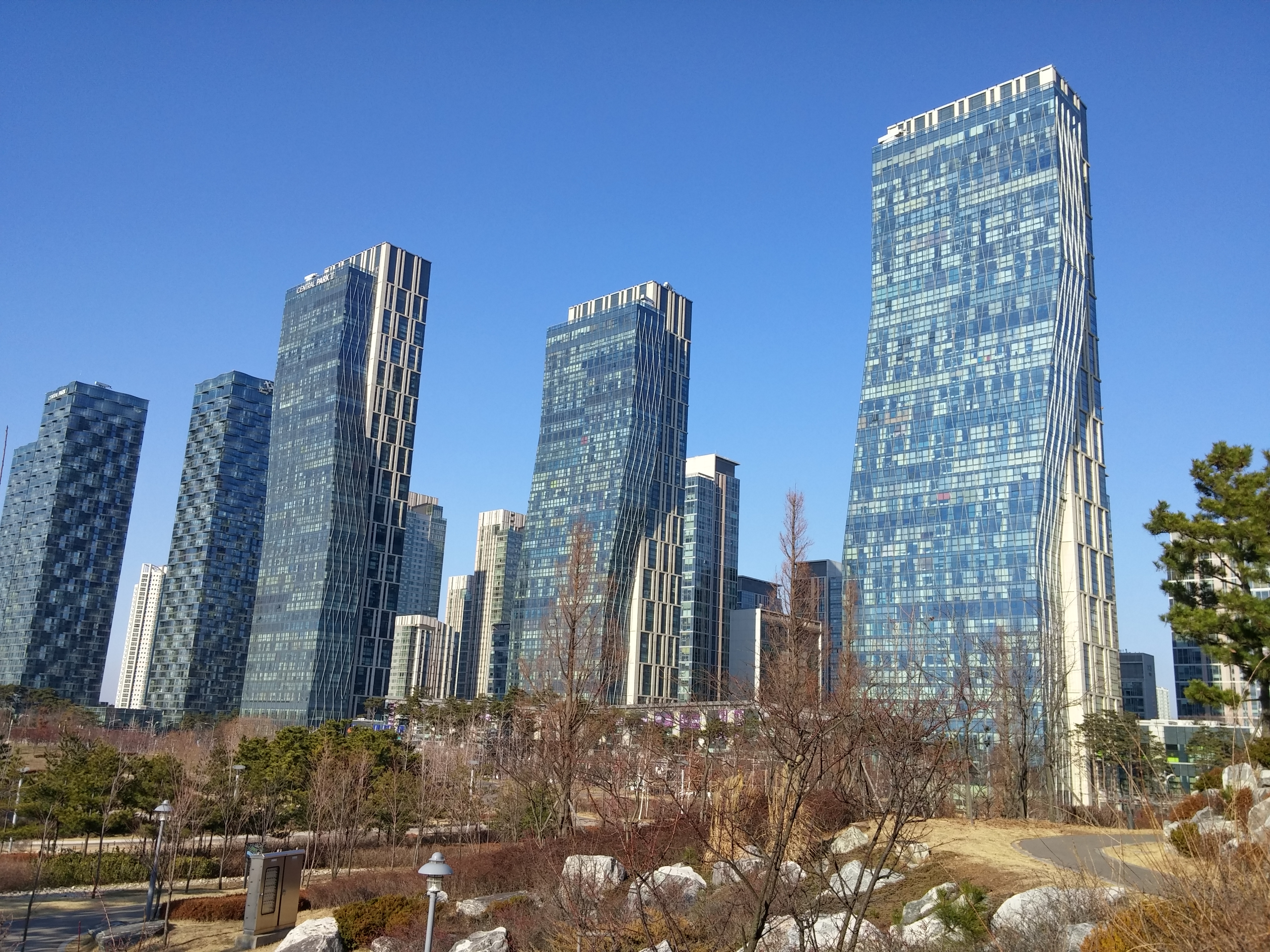
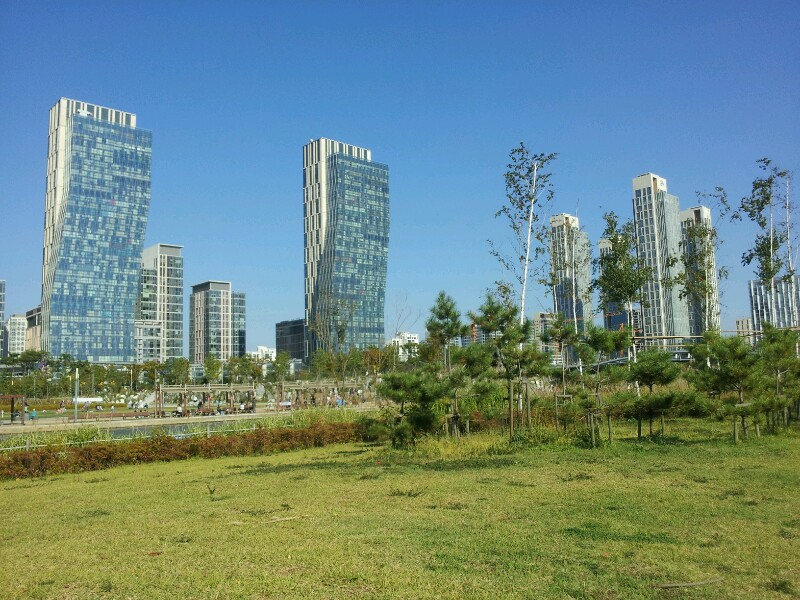
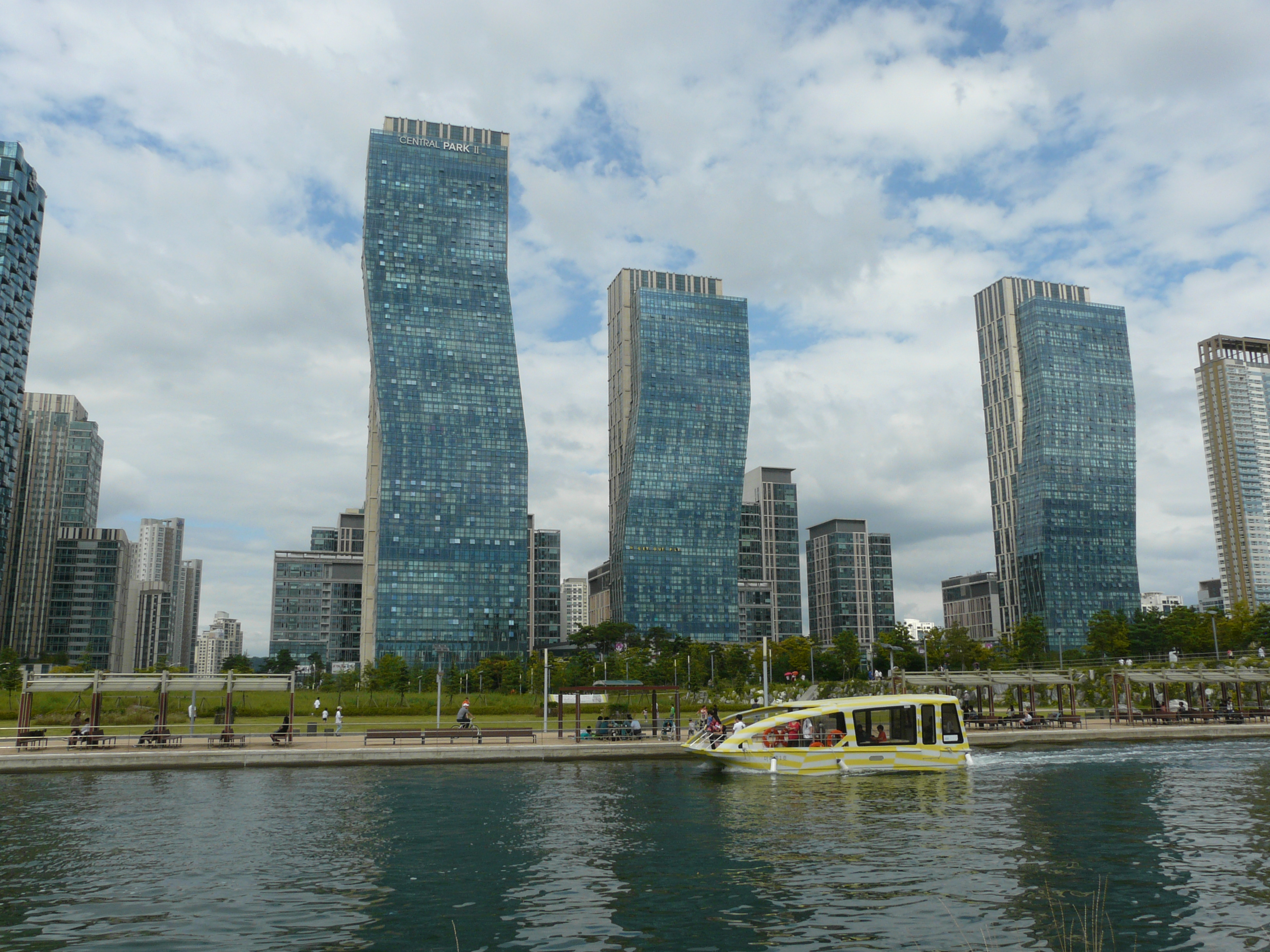
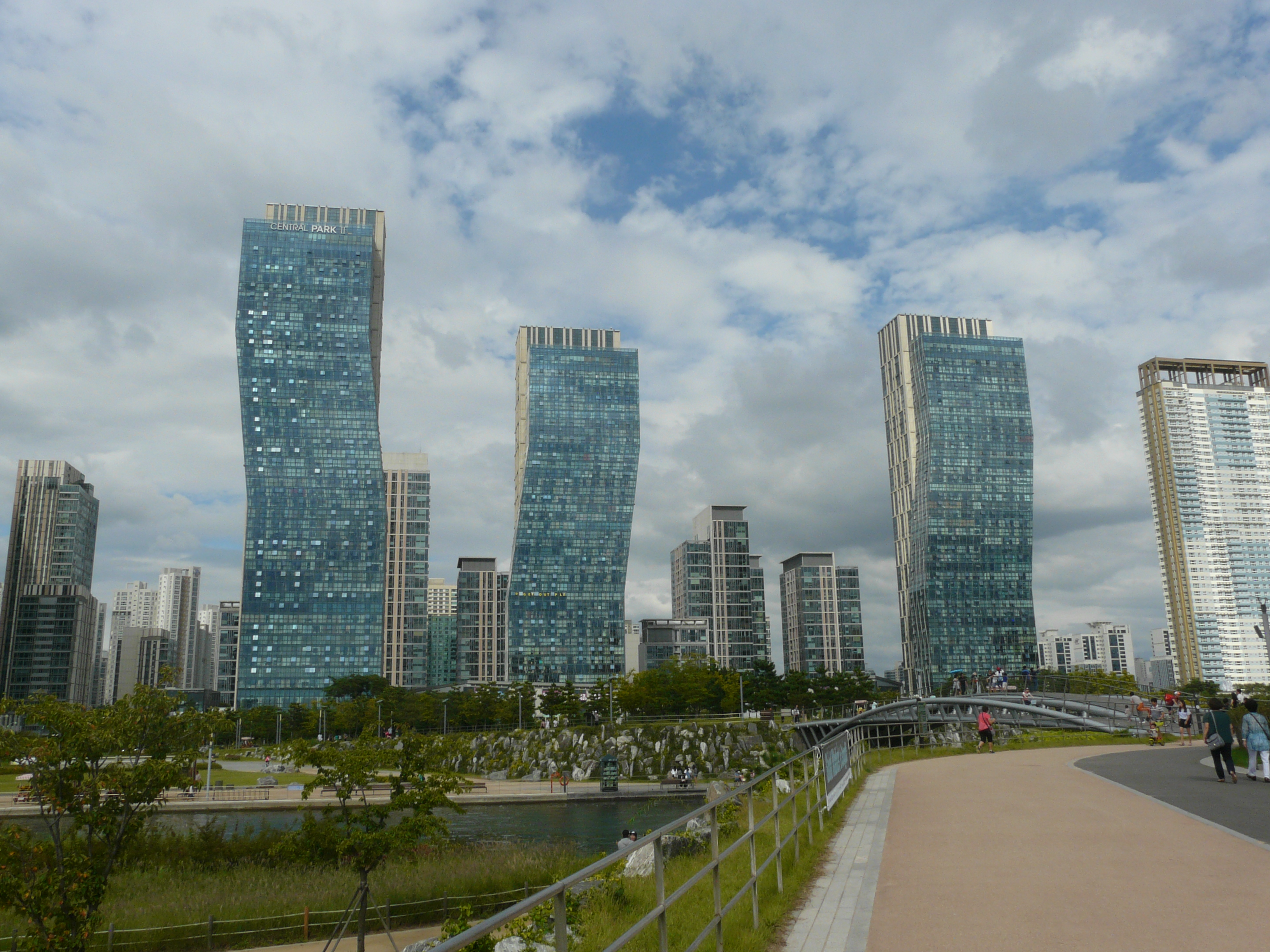
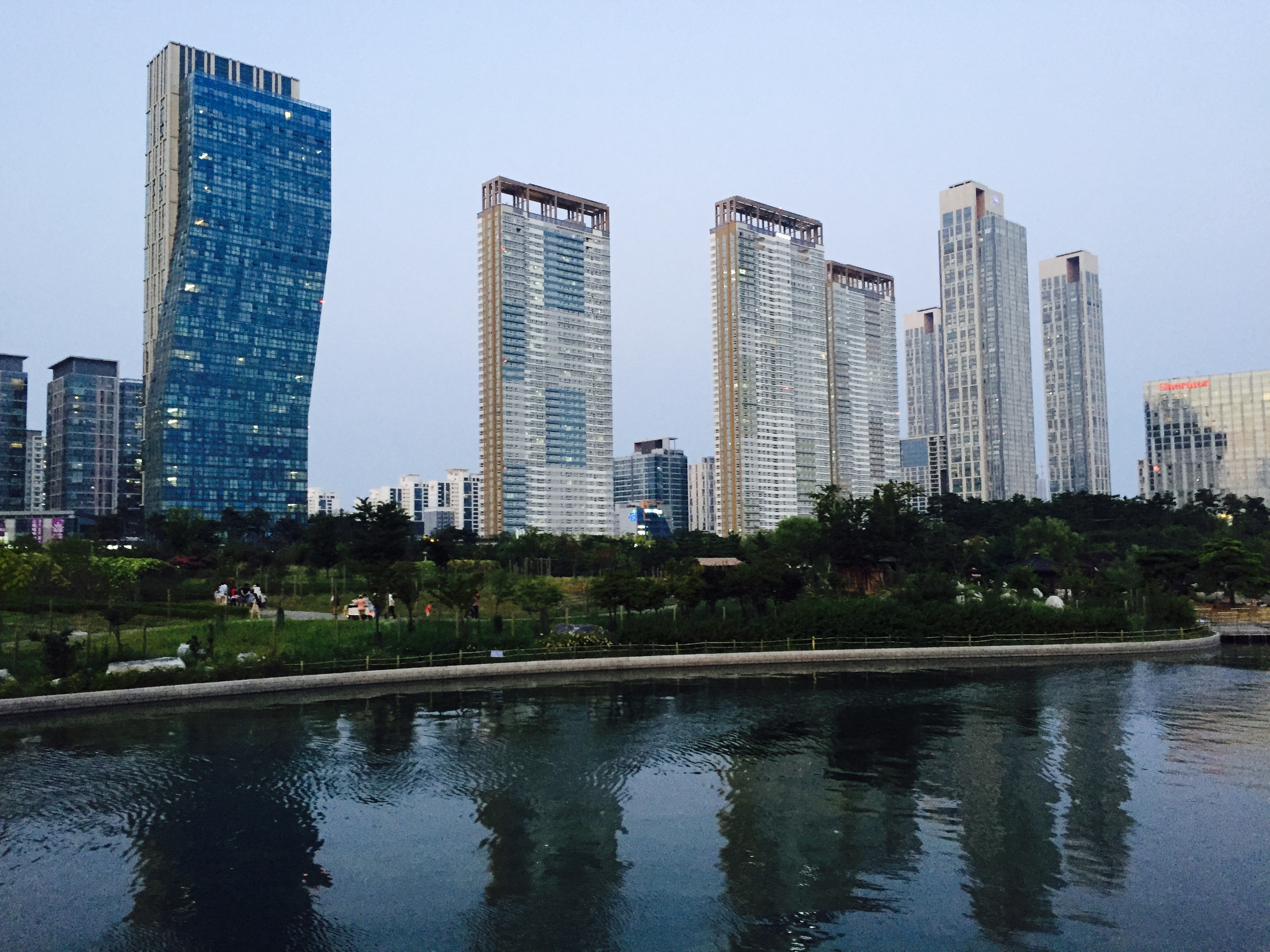

## 같이 보기
- 포스코건설
- 송도 센트럴파크
- 대한민국의 마천루 목록
- 인천광역시의 마천루 목록